# Junk of the Heart
Junk of the Heart jest trzecim albumem angielskiego zespołu The Kooks, wydanym 12 września 2011 roku.

## Lista utworów
1. "Junk of the Heart" – 3:09
2. "How'd You Like That" – 3:16
3. "Rosie" – 3:09
4. "Taking Pictures of You" – 2:41
5. "Killing Me" – 3:23
6. "Fuck The World Off" – 2:55
7. "Time Above The Earth" – 1:52
8. "Runaway" – 3:02
9. "Is It Me" – 3:30
10. "Petulia" – 2:41
11. "Eskimo Kiss" – 3:37
12. "Mr. Nice Guy" – 2:41